# Yu (Yangquan)
Yu (盂县,  Yú Xiàn) ist ein chinesischer Kreis, der zum Verwaltungsgebiet der bezirksfreien Stadt Yangquan in der Provinz Shanxi gehört. Er hat eine Fläche von 2.510 km² und zählt 281.049 Einwohner (Stand: Zensus 2020). Sein Hauptort ist die Großgemeinde Xiushui (秀水镇).
Der Dawang-Tempel (Dawang miao 大王庙), der Fujun-Tempel (Fujun miao 府君庙) und der Taishan-Tempel in Potou (Potou Taishan miao 坡头泰山庙) stehen auf der Liste der Denkmäler der Volksrepublik China.